# Meizotropis
Meizotropis là một chi thực vật có hoa trong họ Đậu.